# Покассет (Оклахома)
Покассет (англ. Pocasset) — місто (англ. town) в США, в окрузі Грейді штату Оклахома. Населення — 183 особи (2020).

## Географія
Покассет розташований за координатами 35°11′43″ пн. ш. 97°57′17″ зх. д. / 35.19528° пн. ш. 97.95472° зх. д. (35.195153, -97.954589).  За даними Бюро перепису населення США в 2010 році місто мало площу 1,24 км², уся площа — суходіл. В 2017 році площа становила 7,00 км², уся площа — суходіл.

## Демографія
Згідно з переписом 2010 року, у місті мешкало 156 осіб у 60 домогосподарствах у складі 36 родин. Густота населення становила 126 осіб/км².  Було 72 помешкання (58/км²).
Расовий склад населення:
| - 85,9 % — білих - 3,8 % — корінних американців - 1,3 % — вихідців з тихоокеанських островів |

До двох чи більше рас належало 9,0 %. Частка іспаномовних становила 3,2 % від усіх жителів.
За віковим діапазоном населення розподілялося таким чином: 28,2 % — особи молодші 18 років, 60,9 % — особи у віці 18—64 років, 10,9 % — особи у віці 65 років та старші. Медіана віку мешканця становила 32,3 року. На 100 осіб жіночої статі у місті припадало 110,8 чоловіків;  на 100 жінок у віці від 18 років та старших — 111,3 чоловіків також старших 18 років.
Медіана доходів становила 40 313 долари для чоловіків та 33 750 доларів для жінок. За межею бідності перебувало 26,5 % осіб, у тому числі 37,8 % дітей у віці до 18 років та 13,0 % осіб у віці 65 років та старших.
Цивільне працевлаштоване населення становило 54 особи. Основні галузі зайнятості: роздрібна торгівля — 24,1 %, науковці, спеціалісти, менеджери — 16,7 %, освіта, охорона здоров'я та соціальна допомога — 16,7 %.